# Claes Rosendahl
Claes-Erik Rosendahl (* 27. Februar 1929 in Trelleborg; † 27. September 2013 in Partille) war ein schwedischer Jazz- und Unterhaltungsmusiker (Saxophone, Flöte, Klarinette, Komposition, Arrangement).

## Leben und Wirken
Rosendahl wuchs in Malmö auf, wo er als Achtjähriger begann, im Musikchor der Pfadfinder Klarinette zu spielen. Als 14-Jähriger trat er der Militärmusik von F8 in Barkarby westlich von Stockholm bei. Seit seinem Umzug nach Östersund, wo er bis 1949 blieb, begann er auch Tenorsaxophon sowie Alt- und Baritonsaxophon zu spielen.
Neben Militärmusik spielte Rosendahl in einem Quintett Jazz und Tanzmusik. 1949 zog er nach Malmö, wo er im Orchester von Harry Arnold im Tanzlokal Amiralen auftrat und mit dem Schreiben von Arrangements begann. Außerdem unternahm er Anfang der 1950er Jahre mit dem Orchester von Arne Hülphers eine Deutschlandtournee und begann in dieser Zeit auch, Flöte zu spielen. 1954 trat er als Tenorsaxophonist und Arrangeur dem Orchester von Simon Brehm bei. Ab 1957 gehörte er zum Orchester von Putte Wickman, mit dem es auch zu Schallplattenaufnahmen kam. In den 1960er Jahren arbeitete er selbständig. 1964 holte ihn Arne Domnérus zu Aufnahmen mit dessen Sextett und Orchester. Zudem schrieb er Filmmusiken. Ab 1966 war er auch Teil der Radiojazz-Gruppe und wirkte bei vielen der legendären Aufnahmen Jan Johanssons mit, darunter beim Album Musik genom fyar sekler (1968). 1974 trat er in New York mit dem Domnérus-Septett und dessen Programm „Jazz im Folk-Ton“ auf. Außerdem arrangierte er häufig für Musikproduktionen im Radio und Fernsehen.
1967 nahm Rosendahl die einzige Platte unter seinem eigenen Namen auf, Blågul musik, mit eigenen Arrangements schwedischer Volkslieder, die im Studio von einer eigens zusammengestellten Bigband mit verschiedenen Jazzsolisten interpretiert wurden. 1969 wurde er mit einem eigenen Ensemble zum 63. NDR Jazzworkshop eingeladen, der während der Deutschen Funkausstellung in Stuttgart stattfand. Mit seinem Orchester begleitete er auch Sune Mangs & Agneta Lindén auf ihrem Album Sjunger för hela Familjen. Als Dirigent nahm er am Eurovision Song Contest 1971 teil. Er ist auch auf Aufnahmen des Georg Riedel Septet und von Lars Samuelsons Orkester zu hören.
1975 erhielt Rosendahl das schwedische Komponisten- und Texter-Stipendium. Anfang der 1980er Jahre stellte er sein Spiel ein und arbeitete bis 1991 als Arrangeur und Notist bei Sveriges Radio. Nach seiner Pensionierung schrieb er weiterhin Arrangements für mehrere Orchester und wirkte teilweise auch als Repetitor und Dirigent mit.

## Filmographie
- 1963: Protest
- 1970: Nana